# George Bentham

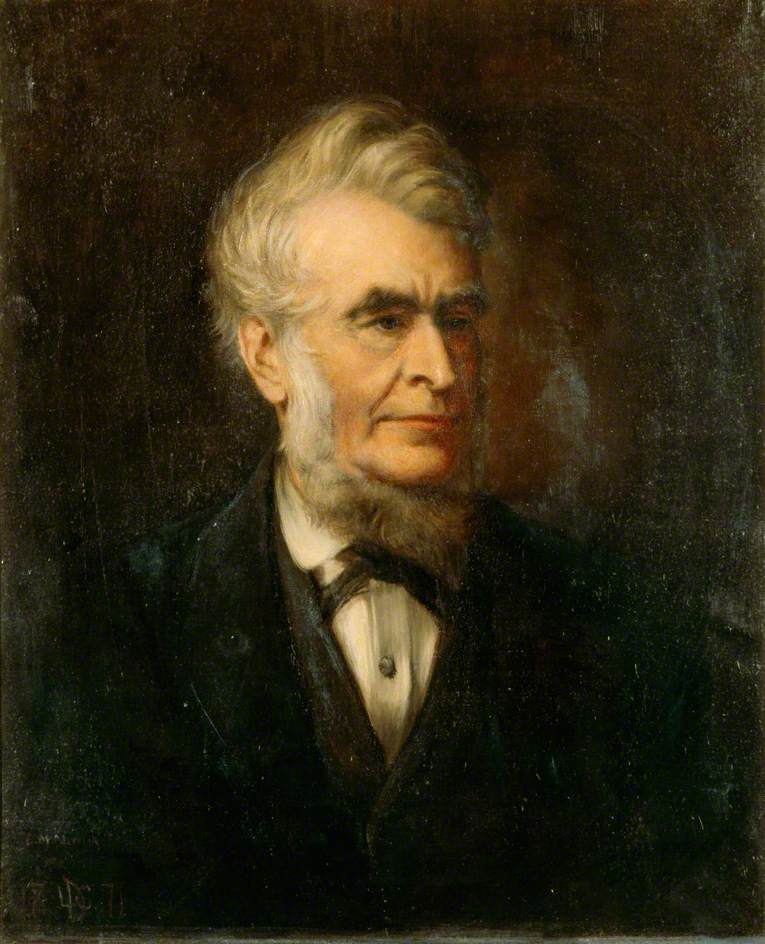
George Bentham, Emily Mary Merrick (1843–1921) zugeschriebenes Porträt

George Bentham (* 22. September 1800 in Stoke, Devon, England; † 10. September 1884 in London) war ein britischer Botaniker. Sein offizielles botanisches Autorenkürzel lautet „Benth.“

## Leben und Wirken
Bentham war das dritte von fünf Kindern und der zweite Sohn des Flotteningenieurs und Erfinders Samuel Bentham und dessen Frau Maria Sophia Fordyce (1765–1858), Tochter eines schottischen Arztes. Seine Mutter war sehr an Botanik interessiert und sammelte auf den Reisen ihres Gatten Pflanzen.
Bentham kam 1805–1807 mit seinen Eltern nach Sankt Petersburg, wo er Russisch, Französisch, Latein sowie etwas Deutsch und Schwedisch lernte. Als die Napoleonischen Kriege ausbrachen, kehrte die Familie nach England zurück, wo sie erst in Hall Oak Farm in Frognal, West Hampstead, später zwischen Gosport and Alverstoke bei Portsmouth lebte. Nachdem sein Vater 1814 pensioniert worden war, siedelte die Familie nach Frankreich über. Er lebte von 1814 bis 1826 bei Montpellier. 1818 studierte Bentham an der theologischen Fakultät in Montauban Mathematik, vergleichende Sprachwissenschaften und Hebräisch. 1820 wurde er Verwalter eines Gutes von über 300 ha in Restinclières bei Montpellier, das sein Vater erworben hatte. Der Tod seines Bruders Samuel 1816 machte ihn zum Erben, und es wurde beschlossen, dass er Jura studieren solle, obwohl seine Interessen mehr und mehr der Botanik und der Systematik galten.
Er übersetzte und ergänzte einen Anhang zu Jeremy Benthams Chrestomathia der 1823 als Essai sur la nomenclature et la classification erschien. Er erforschte 1825 mit George Walker Arnott und Urbain Audibert die Flora der Pyrenäen, 1825 erfolgte die Publikation von Catalogue des plantes indigènes des Pyrénées et du Bas Languedoc.
1826 zog die Familie wieder nach England, und Bentham wurde der Sekretär seines Onkels Jeremy Bentham und studierte gleichzeitig heimlich in Lincoln’s Inn Jura. Er nahm 1832 ein Richteramt an, aber gab dieses schon nach einem Jahr wieder auf. Er widmete sich in der Folgezeit ausschließlich der Botanik, wobei er für Feldforschungen fast ganz Europa durchreiste. 1830 wurde er Sekretär der Gartenbaugesellschaft, 1828 Mitglied und später Präsident der Linnéschen Gesellschaft in London.
1833 heiratete er Sarah Laura Brydges in Kentchurch bei Hereford. Das Paar unternahm fast jeden Sommer ausgedehnte Reisen nach Europa.
Sein Herbarium mit mehr als 100.000 Belegen wurde 1854 in den Royal Botanic Gardens in Kew gebracht, da Bentham es in Pontrilas House (bei Kentchurch Place, Herefordshire) nicht mehr unterbringen konnte. William Jackson Hooker und ab 1863 dessen Sohn Joseph Dalton Hooker Direktor des Gartens und des Herbars in Kew, mit denen er eng zusammenarbeitete.
Bentham verstarb nach längerer Krankheit in Wilton Place in London, drei Jahre nach seiner Frau und wurde auf dem Brompton Cemetery bestattet.
Im Zusammenhang mit dem Aufbau einer effizienten wissenschaftlichen Klassifizierung von Pflanzen befasste sich Bentham mit logischen Problemen. Das Ergebnis seiner Bemühungen war eine 1827 erschienene Arbeit mit dem Titel Outline of a New System of Logic („Entwurf eines neuen Systems der Logik“) in der er die Arten von Identität zwischen Gegenständen untersuchte. Er entwickelte dabei eine eigene Klassifikation einfacher logischer Schlussarten. Da der Verlag Hunt & Clarke bankrottging, wurde die Auflage weitgehend eingestampft, sodass Benthams Arbeit wenig Beachtung fand.

## Ehrungen
Am 5. Juni 1862 wurde Bentham als Mitglied („Fellow“) in die Royal Society gewählt, die ihm bereits 1859 die Royal Medal verliehen hatte. 1866 wurde er in die American Academy of Arts and Sciences gewählt. 1879 wurde ihm die Clarke-Medaille der Royal Society of New South Wales zuerkannt. Im Jahr 1834 wurde er zum Mitglied der Gelehrtenakademie Leopoldina und 1855 zum korrespondierenden Mitglied der Preußischen Akademie der Wissenschaften gewählt. Seit 1865 war er auswärtiges Mitglied der Bayerischen Akademie der Wissenschaften. Er war korrespondierendes Mitglied der Académie des sciences. 1872 wurde er korrespondierendes und später Ehrenmitglied der Russischen Akademie der Wissenschaften in Sankt Petersburg.
Ihm zu Ehren wurden die Pflanzengattungen Benthamia A.Rich. und Neobenthamia Rolfe aus der Familie der Orchideen (Orchidaceae) benannt.

## Schriften (Auswahl)
Bücher
- Essai sur la nomenclature et la classification des principales branches d’art-et-science; ouvrage extrait de Chrestomathia de Jeremie Bentham. Paris 1823 (Digitalisat, Digitalisat).
- Catalogue des plantes indigènes des Pyrénées et du Bas Languedoc […]. Huzard, Paris 1826 (Digitalisat, Digitalisat).
- Outline of a New System of Logic. With a Critical Examination of Dr. Whately’s “Elements of Logic”. Hunt and Clarke, London 1827 (Digitalisat).
- Labiatarum genera et species: or, a description of the genera and species of plants of the order Labiatae […]. 8 Bände, James Ridgway and Sons, London 1832–1836 (Digitalisat, Digitalisat).
- Scrophularineae indicae. A synopsis of the East Indian Scrophularineae contained in the collections presented by the East India Company to the Linnaean Society of London, and in those of Mr. Royle and others[…]. James Ridgway and Sons, London 1835 (Digitalisat).
- Commentationes de leguminosarum generibus. J. P. Sollinger, Wien 1837 (Digitalisat).
- Plantas hartwegianas […]. W. Pamplin, London 1839–[1857] (Digitalisat, Digitalisat) – Beschreibung der von Karl Theodor Hartweg gesammelten Pflanzen.
- The botany of the voyage of H. M. S. Sulphur, under the command of Captain Sir Edward Belcher, during the years 1836–42. Smith, Elder & Co., London 1844–[1846] (Digitalisat) – herausgegeben von Richard Brinsley Hinds (1811–1846).
- Handbook of the British flora […].
  - 1. Auflage. Lovell Reeve, London 1858 (Digitalisat).
  - 2. Auflage. 2 Bände, Lovell Reeve & Co., London 1865 (Digitalisat).
  - 3. Auflage. Lovell Reeve & Co., London 1866.
  - 5. Auflage. Lovell Reeve & Co., London 1887 (Digitalisat) – überarbeitet von Joseph Dalton Hooker.
  - 6. Auflage. Lovell Reeve & Co., London 1892 (Digitalisat) – überarbeitet von Joseph Dalton Hooker.
  - 7. Auflage. Lovell Reeve & Co., London 1900 (Digitalisat) – überarbeitet von Joseph Dalton Hooker.
  - Weitere Auflage. Lovell Reeve & Co., London 1908 (Digitalisat) – überarbeitet von Joseph Dalton Hooker.
  - Weitere Auflage. Lovell Reeve & Co., London 1918 (Digitalisat) – überarbeitet von Joseph Dalton Hooker.
  - Weitere Auflage. Lovell Reeve & Co., London 1920 (Digitalisat) – überarbeitet von Joseph Dalton Hooker.
- Flora hongkongensis: A description of the flowering plants and ferns of the island of Hongkong. Lovell Reeve, London 1861 (Digitalisat, Digitalisat).
- Flora australiensis: A description of the plants of the Australian territory. 7 Bände, Lovell Reeve & Co., London 1863–1878 (Digitalisate) – mit Unterstützung durch Ferdinand von Mueller.
- Genera plantarum. Ad exemplaria imprimis in herbariis kewensibus servata definita. 3 Bände, London 1862–1883 (Digitalisate) – mit Joseph Dalton Hooker.

Mitarbeit
- Augustin Pyrame de Candolle, Alphonse de Candolle: Prodromus systematis naturalis regni vegetabilis:
  - Ericaceae. Band 7, Paris 1838, S. 612–712 (Digitalisat).
  - Labiatae. Band 12, Paris 1848, S. 27–603, 697–501 (Digitalisat).
  - Polemoniaceae. Band 9, Paris 1845, S. 302–322, 565 (Digitalisat).
  - Polygonaceae-Eriogoneae. Band 14, Paris 1857, S. 5–28 (Digitalisat).
  - Scrophulariaceae. Band 10, Paris 1846, S. 186–586, 589–598 (Digitalisat).
  - Stackhousiaceae. Band 15, Teil 1, Paris 1864, S. 499–502 (Digitalisat).
- Leguminosae. In: Carl Friedrich Philipp von Martius: Flora Brasiliensis:
  - Band 15, Teil 1, 1859, S. 1–216 (Digitalisat).
  - Band 15, Teil 1, 1862, S. 217–332 (Digitalisat).
  - Band 15, Teil 2, 1870, S. 1–254 (Digitalisat).
  - Band 15, Teil 2, 1876, S. 257–504 (Digitalisat).
- Stephan Ladislaus Endlicher u. a. Enumeratio plantarium. Wien 1837 (Digitalisat) – Mitautor.
- Leguminosae in Friedrich Anton Wilhelm Miquel u. a.: Plantae junghuhnianae. 1851–1857 (Digitalisat).
- Leguminosae, Scrophularinae und Labiatae in Berthold Seemann: The botany of the voyage of H.M.S. Herald. London 1852–1857 (Digitalisat).

Zeitschriftenbeiträge
- Review of the order of Hydrophylleae. In: Transactions of the Linnean Society of London. Band 17, Nr. 2, London 1837, S. 267–282 (Digitalisat).
- On the structure and affinities of Arachis and Voandzeia. In: Transactions of the Linnean Society of London. Band 18, Nr. 2, London 1841, S. 155–162 (Digitalisat).
- Observations on some genera of plants connected with the flora of Guiana. In: Transactions of the Linnean Society of London. Band 18, Nr. 2, London 1841, S. 225–238 (Digitalisat).
- Account of two new genera allied to Olacineae. In: Transactions of the Linnean Society of London. Band 18, Nr. 4, London 1841, S. 671–685 (Digitalisat).
- On the genus Henriquezia of Spruce. In: Transactions of the Linnean Society of London. Band 22, Nr. 4, London 1859, S. 295–298 (Digitalisat).
- Synopsis of Dalbergieae, a tribe of Leguminosae. In: Supplement to the Journal of the Proceedings of the Linnean Society of London. Botany. Band 4, London 1860, S. 1–134 (Digitalisat).
- On Fissicalyx and Prioria, two recently published genera of Leguminosae. In: Transactions of the Linnean Society of London. Band 23, Nr. 2, London 1852, S. 389–391 (Digitalisat).
- On African Anonaceae. In: Transactions of the Linnean Society of London. Band 23, Nr. 3, London 1852, S. 463–480 (Digitalisat).
- Descriptions of some new genera and species of tropical Leguminosae. In: Transactions of the Linnean Society of London. Band 25, Nr. 2, London 1866, S. 297–320 (Digitalisat).
- Revision of the genus Cassia. In: Transactions of the Linnean Society of London. Band 27, Nr. 4, London 1871, S. 503–591 (Digitalisat).
- Revision of the suborder Mimoseae. In: Transactions of the Linnean Society of London. Band 30, Nr. 3, London 1874, S. 335–664 (Digitalisat).
- Notes on the gamopetalous orders belonging to the Campanulaceous and Oleaceous groups. In: The Journal of the Linnean Society. Botany. Band 15, Nr. 81, London 1877, S. 1–16 (Digitalisat).
- The distribution of the monocotyledonous orders into primary groups, more especially in reference to the Australian flora, with notes on some points of terminology. In: The Journal of the Linnean Society. Botany. Band 15, Nr. 88, London 1877, S. 490–520 (Digitalisat).
- Notes on Euphorbiaceae. In: The Journal of the Linnean Society. Botany. Band 17, Nr. 100, London 1880, S. 185–267 (Digitalisat).
- Notes on Gramineae. In: The Journal of the Linnean Society. Botany. Band 19, London 1882, S. 14–134 (Digitalisat, Digitalisat).

- Supplemental papers to Bentham and Hooker's Genera Plantarum. London 1860–1881. J. Cramer, Lehre 1970, darin:
  - Notes on Ternstroemiaceae. In: The Journal of the proceedings of the Linnean Society. Botany. Band 5, London 1861, S. 53–65 (Digitalisat).
  - Notes on Anonaceae. In: The Journal of the proceedings of the Linnean Society. Botany. Band 5, London 1861, S. 67–72 (Digitalisat).
  - Botanical memoranda. In: The Journal of the proceedings of the Linnean Society. Botany. Band 5, London 1861, S. 73–78 (Digitalisat).
  - Notes on Menispermaceae. In: Supplement to the Journal of the Proceedings of the Linnean Society of London. Botany. Band 5, London 1861, S. 45–52 (Digitalisat).
  - Notes on Tiliaceae. In: Supplement to the Journal of the Proceedings of the Linnean Society of London. Botany. Band 5, London 1861, S. 52–74 (Digitalisat).
  - Notes on Bixaceae and Samydaceae. In: Supplement to the Journal of the Proceedings of the Linnean Society of London. Botany. Band 5, London 1861, S. 75–94 (Digitalisat).
  - Notes on Caryophylleae, Portulaceae, and some allied orders. In: The Journal of the proceedings of the Linnean Society. Botany. Band 6, London 1862, S. 55–77 (Digitalisat).
  - Notes on Malvaceae and Sterculiaceae. In: The Journal of the proceedings of the Linnean Society. Botany. Band 6, London 1862, S. 97–123 (Digitalisat).
  - Description of some new genera and species of tropical Leguminosae. In: Transactions of the Linnean Society of London. Band 25, London 1866, S. 297–320 (Digitalisat).
  - Notes on Myrtaceae. In: The Journal of the Linnean Society. Botany. Band 10, London 1869, S. 101–166 (Digitalisat).
  - Notes on the classification, history, and geographical distribution of Compositae. In: The Journal of the Linnean Society. Botany. Band 13, London 1873, S. 335–577 (Digitalisat).
  - Notes on the gamopetalous orders belonging to the Campanulaceous and Oleaceous Groups. In: The Journal of the Linnean Society. Botany. Band 15, London 1877, S. 1–16 (Digitalisat).
  - On the distribution of the monocotyledonous orders into primary groups, more especially in reference to the Australian flora, with notes on some points of terminology. In: The Journal of the Linnean Society. Botany. Band 15, London 1877, S. 490–520 (Digitalisat).
  - Notes on Euphorbiaceae. In: The Journal of the Linnean Society. Botany. Band 17, London 1880, S. 185–267 (Digitalisat).
  - Notes on Orchidaceae. In: The Journal of the Linnean Society. Botany. Band 18, London 1881, S. 281–360 (Digitalisat).
  - Notes on Cyperaceae; with special reference to Lestiboudois’s “Essai” on Beauvois’s genera. In: The Journal of the Linnean Society. Botany. Band 18, London 1881, S. 360–367 (Digitalisat).
  - Notes on Gramineae. In: The Journal of the Linnean Society. Botany. Band 19, London 1882, S. 14–134 (Digitalisat).